# Felipe Olivares
Felipe Olivares (ur. 5 lutego 1910, zm. ?) – meksykański piłkarz, reprezentant kraju, grający na pozycji napastnika.

## Kariera piłkarska
Olivares w latach 1929–1936 występował w Atlante FC.
Uczestnik Igrzysk Olimpijskich 1928, na których pełnił rolę zawodnika rezerwowego. W 1930 został powołany przez trenera Juana Luque de Serrallongę na Mistrzostwa Świata. Zagrał tam w spotkaniu z Argentyną, przegranym 3:6. Był to jedyny mecz Olivaresa w reprezentacji Meksyku. 
| Mecze i gole w reprezentacji | Mecze i gole w reprezentacji | Mecze i gole w reprezentacji | Mecze i gole w reprezentacji | Mecze i gole w reprezentacji | Mecze i gole w reprezentacji | Mecze i gole w reprezentacji |
| #                            | Data                         | Miasto                       | Przeciwnik                   | Gol                          | Wynik                        | Rozgrywki                    |
| ---------------------------- | ---------------------------- | ---------------------------- | ---------------------------- | ---------------------------- | ---------------------------- | ---------------------------- |
| 1.                           | 19.07.1930                   | Montevideo                   | Argentyna                    |                              | 3:6                          | MŚ 1930                      |